# Mario Iván Lugones
Mario Iván Lugones (Buenos Aires, 28 de julio de 1947) es un médico cardiólogo y especialista en salud pública argentino. Se desempeña como ministro de Salud de la Nación, desde el 27 de septiembre de 2024.

## Biografía
Hijo de Mario Ivanhoe Lugones y Catalina María Cassinelli, es el mayor de cuatro hermanos varones. También es nieto de Ambrosio Lugones, intendente del partido de Rivadavia y fundador del Club Social y el Club Atlético.
Mario Iván Lugones realizó los estudios universitarios en la Facultad de Ciencias Médicas de la Universidad de Buenos Aires, egresándose en 1972.
Continuó ligado a  la Universidad de Buenos Aires como director del Instituto Médico de la Seguridad Social y Evaluación Tecnológica (IMSSET) de la Facultad de Medicina. También fue director de la maestría de Gerenciamiento de Sistemas de Salud del mismo centro universitario.
Fue fundador y presidente de la empresa presidente de Silver Cross America Inc. S.A., propietaria del Sanatorio Güemes (1995-2001), y fundó y dirigió la Cámara de Entidades Prestadoras de Salud (CEPSAL; 2002-2010).
El 27 de septiembre de 2024 dimitió el ministro de Salud de la Nación Argentina Mario Russo por «cuestiones personales», informándose que Mario Iván Lugones, que algunos consideraban el «ministro en la sombra» de Russo, sería designado como nuevo ministro del gabinete liderado por Guillermo Francos para dirigir la política en Salud de la presidencia de Javier Milei.
Como ministro, impulsó despidos en el Hospital Laura Bonaparte y fue acusado de desmantelar el Programa Nacional de Cuidados Paliativos del Instituto Nacional del Cáncer, que garantiza medicamentos para combatir el dolor en pacientes terminales. Durante su gestión se discontinuó los tratamientos de quimioterapia y se llevó adelante la suspensión de la gratuidad de 52 medicamentos para jubilados, y el  desfinanciamiento de la Dirección de Respuesta al VIH con recortes presupuestarios de hasta el 76 por ciento.
Luego anunció el cierre de dicho instituto, cuyas funciones serían absorbidas por el Ministerio de Salud.
En el marco del conflicto por el desfinanciamiento del Hospital Garrahan, fue imputado por exigir la renuncia de su Consejo Directivo.
A finales de enero de 2025, un funcionario de los Centros para el Control y Prevención de Enfermedades dio orden de dejar de colaborar con la Organización Mundial de Salud (OMS) en lo que luego se informó como una política sanitaria de Trump. En Argentina, Javier Milei consultó a Lugones la posibilidad de replicar la medida, comenzando los trámites para que Argentina abandonase la OMS el 4 de febrero. El 26 de mayo de 2025, coincidiendo con una visita a Lugones de su par estadounidense Robert F. Kennedy Jr. en Buenos Aires, se ratificó la decisión de abandonar la OMS.